# گنخک کورا
گنخک شمالی (کورا)، روستایی است از توابع بخش کاکی در شهرستان دشتی استان بوشهر ایران.

## جمعیت
این روستا در دهستان کاکی قرار داشته و جمعیت آن براساس سرشماری سال ۱۳۸۵ جمعیت آن ۲۹۳ نفر (۵۵ خانوار) است.